# Tratado de Åbo

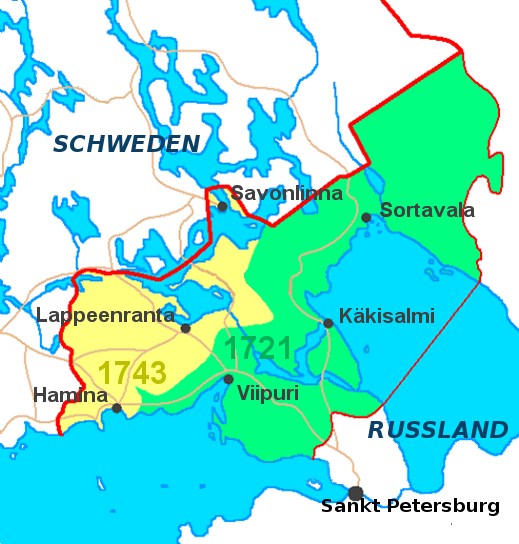
Finlândia antiga: A área em amarelo foi cedida ao Império Russo.

O Tratado de Åbo ou o Tratado de Turku foi um tratado de paz assinado entre o Império Russo e a Suécia em Åbo (finlandês: Turku) em 18 de agosto [O.S. 7 de agosto] de 1743 no final da Guerra Russo-Sueca de 1741–1743.

## História
No final da guerra, o Exército Imperial Russo havia ocupado a maior parte da Finlândia, levando o marechal de campo Trubetskoy e o chanceler Aleksey Bestuzhev a exigir a aplicação do princípio uti possidetis neste caso. Ao adquirir a Finlândia, os políticos russos aspiravam mover a fronteira sueca consideravelmente para o norte, reduzindo assim o perigo de ataque sueco à capital russa, São Petersburgo. Na esperança de obter a independência, as propriedades finlandesas ofereceram o trono efêmero de seu país ao duque Peter de Holsten-Gottorp, o herdeiro aparente da coroa russa.
Outra parte na corte russa, representada pelo conde pró-sueco Jean Armand de Lestocq e pelos parentes holsteinianos de Peter, propôs devolver a Finlândia aos suecos em recompensa por ter seu tio, Adolf Frederick de Holstein-Gottorp, eleito herdeiro do trono de Suécia. A imperatriz Elizabeth da Rússia deu seu apoio à última facção, em parte porque ela se lembrava com carinho do irmão de Adolf Frederick, seu futuro esposo, que havia morrido vários meses antes do casamento (em junho de 1727).
De acordo com o tratado resultante, a Suécia cedeu à Rússia as áreas a leste do rio Kymi com a fortaleza de Olavinlinna e as cidades de Lappeenranta e Hamina. Assim, a fronteira sueca foi movida para o norte de acordo com os desejos da facção de Bestuzhev. Por outro lado, os suecos concordaram em eleger Adolf Frederick como o príncipe herdeiro. Este movimento expôs o país ao risco de guerra contra a Dinamarca-Noruega, portanto, a Frota do Báltico navegou para Estocolmo para proteger a capital sueca em caso de ataque dinamarquês. Os territórios foram incorporados ao Governorado de Vyborg.
Após o tratado, a Rússia passou a controlar a parte sul da Carélia. No entanto, Elizabeth garantiu religião, propriedades, leis e privilégios dos habitantes dos territórios cedidos. Por exemplo, esses territórios haviam adotado apenas alguns anos antes (junto com o restante da então Suécia) a Lei Geral da Suécia de 1734.

## Outras fontes
- (em russo) Shirokorad A.B. Northern Wars of Russia. Moscow, 2001.